# Liste der ISO-639-5-Codes
Diese Liste enthält alle 115 ISO-639-5-Codes zusammen mit den von diesen kodierten Sprachfamilien.
Da die ISO-639-5-Codes eine Erweiterung der ISO-639-2-Codes sind, ist dies gleichzeitig auch eine Liste von gleichlautenden ISO-639-2-Codes bezüglich Sprachfamilien. Im Umkehrschluss kann hier festgestellt werden, dass 50 Sprachfamilien ohne ISO-639-2-Code sind.
ISO 639-5 stellt die hierarchische Gliederung und Abhängigkeit von Sprachfamilien dar und erlaubt damit die Strukturierung der Codes aus den Teilnormen 1–3. Am Beispiel der [apa] Apache-Sprachen sieht man in der Spalte Hierarchie, dass diese zu den [ath] athapaskischen Sprachen gehören; diese wiederum gehören zu den [xnd] Na-Dené-Sprachen, die ein Teil der [nai] nordamerikanischen indigenen Sprachen sind.
| Hierarchie          | 639-5 | 639-2 | ISO-Sprachbezeichnung                 | Sprachfamilie                                   | Anmerkungen |
| ------------------- | ----- | ----- | ------------------------------------- | ----------------------------------------------- | --- |
| aav                 | aav   |       | Austro-Asiatic                        | austroasiatische Sprachen                       | südostasiatische Sprachen, nicht zu verwechseln mit australischen Sprachen                                                                                                |
| afa                 | afa   | afa   | Afro-Asiatic                          | afroasiatische Sprachen                         | |
| nai:aql:alg         | alg   | alg   | Algonquian                            | Algonkin-Sprachen                               | |
| nic:alv             | alv   |       | Atlantic-Congo                        | Atlantik-Kongo-Sprachen                         | |
| nai:xnd:ath:apa     | apa   | apa   | Apache                                | Apache-Sprachen                                 | |
| sai:aqa             | aqa   |       | Alacalufan                            | Alacaluf-Sprachen                               | |
| nai:aql             | aql   |       | Algic                                 | algische Sprachen                               | |
| art                 | art   | art   | Artificial                            | konstruierte Sprache                            | |
| nai:xnd:ath         | ath   | ath   | Athapascan                            | athapaskische Sprachen                          | |
| sai:awd:auf         | auf   |       | Arauan                                | Arawá-Sprachen                                  | |
| aus                 | aus   | aus   | Australian                            | australische Sprachen                           | |
| sai:awd             | awd   |       | Arawakan                              | Arawak-Sprachen                                 | |
| nai:azc             | azc   |       | Uto-Aztecan                           | uto-aztekische Sprachen                         | |
| nic:alv:bad         | bad   | bad   | Banda                                 | Banda-Sprachen                                  | |
| nic:alv:bai         | bai   | bai   | Bamileke                              | Bamileke-Sprachen                               | |
| ine:bat             | bat   | bat   | Baltic                                | baltische Sprachen                              | |
| afa:ber             | ber   | ber   | Berber                                | Berbersprachen                                  | |
| ine:iir:bih         | bih   | bih   | Bihari                                | Bihari                                          | |
| nic:alv:bnt         | bnt   | bnt   | Bantu                                 | Bantusprachen                                   | |
| map:poz:pqw:btk     | btk   | btk   | Batak                                 | Bataksprachen                                   | |
| cai                 | cai   | cai   | Central American Indian               | mesoamerikanische Sprachen                      | siehe indigene amerikanische Sprachen sowie amerindische Sprachen |
| cau                 | cau   | cau   | Caucasian                             | kaukasische Sprachen                            | |
| sai:cba             | cba   |       | Chibchan                              | Chibcha-Sprachen                                | |
| cau:ccn             | ccn   |       | North Caucasian                       | nordkaukasische Sprachen                        | bestehend aus den nordostkaukasischen Sprachen und den nordwestkaukasischen Sprachen                                                                                      |
| cau:ccs             | ccs   |       | South Caucasian                       | südkaukasische Sprachen                         | |
| afa:cdc             | cdc   |       | Chadic                                | tschadische Sprachen                            | |
| nai:cdd             | cdd   |       | Caddoan                               | Caddo-Sprachen                                  | |
| ine:cel             | cel   | cel   | Celtic                                | keltische Sprachen                              | |
| map:poz:pqw:cmc     | cmc   | cmc   | Chamic                                | chamische Sprachen                              | Zum Chamischen gehören u. a. Cham sowie Achinesisch. |
| crp:cpe             | cpe   | cpe   | creoles and pidgins, English-based    | englischbasierte Kreol- und Pidginsprachen      | siehe auch Liste der Kreolsprachen mit englisch-basiertem Wortschatz und Liste der Pidginsprachen mit englisch-basiertem Wortschatz                                       |
| crp:cpf             | cpf   | cpf   | creoles and pidgins, French-based     | französischbasierte Kreol- und Pidginsprachen   | siehe auch Liste der Kreolsprachen mit französisch-basiertem Wortschatz und Liste der Pidginsprachen mit französisch-basiertem Wortschatz                                 |
| crp:cpp             | cpp   | cpp   | creoles and pidgins, Portuguese-based | portugiesischbasierte Kreol- und Pidginsprachen | siehe auch Liste der Kreolsprachen mit portugiesisch-basiertem Wortschatz und Liste der Pidginsprachen                                                                    |
| crp                 | crp   | crp   | creoles and pidgins                   | Kreol- und Pidginsprachen                       | siehe auch Liste der Kreolsprachen und Liste der Pidginsprachen |
| ssa:csu             | csu   |       | Central Sudanic                       | zentralsudanische Sprachen                      | |
| afa:cus             | cus   | cus   | Cushitic                              | kuschitische Sprachen                           | |
| day                 | day   | day   | Land Dayak                            | Land-Dayak-Sprachen                             | Dialektgruppen der Bidayuh. Nicht zu verwechseln mit den Dayak-Sprachen, was eine größere Sprachgruppe darstellt.                                                         |
| nic:dmn             | dmn   |       | Mande                                 | Mande-Sprachen                                  | |
| dra                 | dra   | dra   | Dravidian                             | dravidische Sprachen                            | |
| afa:egx             | egx   |       | Egyptian                              | Ägyptisch-Koptisch                              | |
| esx                 | esx   |       | Eskimo-Aleut                          | eskimo-aleutische Sprachen                      | |
| euq                 | euq   |       | Basque (family)                       | vaskonische Sprachen                            | Baskisch [eu/eus/baq] ist heute eine Einzelsprache, die durch diesen Sammelcode erfasst wird, da das nah verwandte Aquitanisch im Mittelalter ausgestorben ist.           |
| urj:fiu             | fiu   | fiu   | Finno-Ugrian                          | finno-ugrische Sprachen                         | |
| map:fox             | fox   |       | Formosan                              | Formosa-Sprachen                                | |
| ine:gem             | gem   | gem   | Germanic                              | germanische Sprachen                            | |
| ine:gem:gme         | gme   |       | East Germanic                         | ostgermanische Sprachen                         | |
| ine:gem:gmq         | gmq   |       | North Germanic                        | nordgermanische Sprachen                        | |
| ine:gem:gmw         | gmw   |       | West Germanic                         | westgermanische Sprachen                        | |
| ine:grk             | grk   |       | Greek                                 | griechische Sprache                             | |
| hmx                 | hmx   |       | Hmong-Mien                            | Hmong-Mien-Sprachen                             | |
| nai:hok             | hok   |       | Hokan                                 | Hoka-Sprachen                                   | |
| ine:hyx             | hyx   |       | Armenian                              | armenische Sprache                              | Armenisch [hy/hye/arm] ist eine Einzelsprache, die durch diesen Sammelcode erfasst wird.                                                                                  |
| ine:iir             | iir   |       | Indo-Iranian                          | indoiranische Sprachen                          | |
| nic:alv:ijo         | ijo   | ijo   | Ijo                                   | Ijo-Sprachen                                    | |
| ine:iir:inc         | inc   | inc   | Indic                                 | indoarische Sprachen                            | |
| ine                 | ine   | ine   | Indo-European                         | indogermanische Sprachen                        | |
| ine:iir:ira         | ira   | ira   | Iranian                               | iranische Sprachen                              | |
| nai:iro             | iro   | iro   | Iroquoian                             | irokesische Sprachen                            | |
| ine:itc             | itc   |       | Italic                                | italische Sprachen                              | |
| jpx                 | jpx   |       | Japanese                              | Japanisch-Ryūkyū                                | Japanisch [ja/jpn] ist eine Einzelsprache, die durch diesen Sammelcode erfasst wird.                                                                                      |
| sit:tbq:kar         | kar   | kar   | Karen                                 | karenische Sprachen                             | |
| nic:kdo             | kdo   |       | Kordofanian                           | kordofanische Sprachen                          | |
| khi                 | khi   | khi   | Khoisan                               | Khoisansprachen                                 | |
| nic:alv:kro         | kro   | kro   | Kru                                   | Kru-Sprachen                                    | |
| map                 | map   | map   | Austronesian                          | austronesische Sprachen                         | |
| aav:mkh             | mkh   | mkh   | Mon-Khmer                             | Mon-Khmer-Sprachen                              | |
| map:poz:pqw:phi:mno | mno   | mno   | Manobo                                | Manobo-Sprachen                                 | Manobo gehört zu den philippinischen Sprachen. |
| aav:mun             | mun   | mun   | Munda                                 | Munda-Sprachen                                  | |
| cai:myn             | myn   | myn   | Mayan                                 | Maya-Sprachen                                   | |
| nai:azc:nah         | nah   | nah   | Nahuatl                               | Nahuatl                                         | |
| nai                 | nai   | nai   | North American Indian                 | nordamerikanische Sprachen                      | siehe indigene amerikanische Sprachen sowie amerindische Sprachen |
| paa:ngf             | ngf   |       | Trans-New Guinea                      | Trans-Neuguinea-Sprachen                        | |
| nic                 | nic   | nic   | Niger-Kordofanian                     | Niger-Kongo-Sprachen                            | |
| ssa:sdv:nub         | nub   | nub   | Nubian                                | nubische Sprachen                               | |
| cai:omq             | omq   |       | Oto-Manguean                          | Otomangue                                       | |
| afa:omv             | omv   |       | Omotic                                | omotische Sprachen                              | |
| cai:omq:oto         | oto   | oto   | Otomian                               | Oto-Pame-Sprachen                               | |
| paa                 | paa   | paa   | Papuan                                | Papuasprachen                                   | |
| map:poz:pqw:phi     | phi   | phi   | Philippine                            | philippinische Sprachen                         | |
| map:poz:plf         | plf   |       | Central Malayo-Polynesian             | zentral-malayo-polynesische Sprachen            | |
| map:poz             | poz   |       | Malayo-Polynesian                     | malayo-polynesische Sprachen                    | |
| map:poz:pqe         | pqe   |       | Eastern Malayo-Polynesian             | ost-malayo-polynesische Sprachen                | |
| map:poz:pqw         | pqw   |       | Western Malayo-Polynesian             | west-malayo-polynesische Sprachen               | |
| ine:iir:inc:pra     | pra   | pra   | Prakrit                               | Prakrit                                         | |
| sai:qwe             | qwe   | que   | Quechuan                              | Quechua-Sprachen                                | Quechua [qu/que] ist eine Makrosprache, die durch diesen Sammelcode erfasst wird.                                                                                         |
| ine:itc:roa         | roa   | roa   | Romance                               | romanische Sprachen                             | |
| sai                 | sai   | sai   | South American Indian                 | südamerikanische Sprachen                       | siehe indigene amerikanische Sprachen sowie amerindische Sprachen |
| nai:sal             | sal   | sal   | Salishan                              | Salish-Sprachen                                 | |
| ssa:sdv             | sdv   |       | Eastern Sudanic                       | ostsudanische Sprachen                          | |
| afa:sem             | sem   | sem   | Semitic                               | semitische Sprachen                             | |
| sgn                 | sgn   | sgn   | sign                                  | Gebärdensprache                                 | |
| nai:sio             | sio   | sio   | Siouan                                | Sioux-Sprachen                                  | |
| sit                 | sit   | sit   | Sino-Tibetan                          | sinotibetische Sprachen                         | |
| ine:sla             | sla   | sla   | Slavic                                | slawische Sprachen                              | |
| urj:fiu:smi         | smi   | smi   | Sami                                  | samische Sprachen                               | |
| ssa:son             | son   | son   | Songhai                               | Songhai-Sprachen                                | |
| ine:sqj             | sqj   |       | Albanian                              | albanische Sprache                              | Albanisch [sq/sqi/alb] ist eine Makrosprache, die durch diesen Sammelcode erfasst wird.                                                                                   |
| ssa                 | ssa   | ssa   | Nilo-Saharan                          | nilosaharanische Sprachen                       | |
| urj:syd             | syd   |       | Samoyedic                             | samojedische Sprachen                           | |
| tai                 | tai   | tai   | Tai                                   | Tai-Sprachen                                    | Thai [th/tha] ist eine Einzelsprache, die durch diesen Sammelcode erfasst wird.                                                                                           |
| sit:tbq             | tbq   |       | Tibeto-Burman                         | tibetobirmanische Sprachen                      | |
| tut:trk             | trk   |       | Turkic                                | Turksprachen                                    | Türkisch [tr/tur] ist eine Einzelsprache, die durch diesen Sammelcode erfasst wird.                                                                                       |
| sai:tup             | tup   | tup   | Tupi                                  | Tupí-Sprachen                                   | |
| tut                 | tut   | tut   | Altaic                                | altaische Sprachen                              | |
| tut:tuw             | tuw   |       | Tungus                                | tungusische Sprachen                            | |
| urj                 | urj   |       | Uralic                                | uralische Sprachen                              | |
| nai:wak             | wak   | wak   | Wakashan                              | Wakash-Sprachen                                 | |
| ine:sla:zlw:wen     | wen   | wen   | Sorbian                               | sorbische Sprache                               | Die sorbische Sprachfamilie besteht aus Obersorbisch und Niedersorbisch.                                                                                                  |
| tut:xgn             | xgn   |       | Mongolian                             | mongolische Sprachen                            | Mongolisch [mn/mon] ist eine Makrosprache, die durch diesen Sammelcode erfasst wird.                                                                                      |
| nai:xnd             | xnd   |       | Na-Dene                               | Na-Dené-Sprachen                                | |
| esx:ypk             | ypk   | ypk   | Yupik                                 | Yupik-Sprachen                                  | |
| sit:zhx             | zhx   |       | Chinese                               | chinesische Sprachen                            | Chinesisch [zh/zho/chi] ist eine Makrosprache, die durch diesen Sammelcode erfasst wird.                                                                                  |
| ine:sla:zle         | zle   |       | East Slavic                           | ostslawische Sprachen                           | |
| ine:sla:zls         | zls   |       | South Slavic                          | südslawische Sprachen                           | |
| ine:sla:zlw         | zlw   |       | West Slavic                           | westslawische Sprachen                          | |
| nic:alv:znd         | znd   | znd   | Zande                                 | Zande-Sprachen                                  | Zande [zne] ist eine Einzelsprache, die durch diesen Sammelcode erfasst wird. Zande wurde zu den ubangischen Sprachen gezählt, was aber nicht mehr aufrechterhalten wird. |

## Anmerkung
SIL International behandelt den ISO-639-2-Code [him] für die Himachali-/West-Pahari-Sprachen auch als ISO-639-5-Code, während er in der offiziellen Auflistung der Library of Congress, der amtlichen Registrierungseinrichtung für ISO 639-5, nicht geführt wird.